# Абу Бакр аш-Шатри
Абу Ба́кр аш-Ша́три (араб. أبو بكر الشاطري‎; род. 1 января 1970, Джидда, Саудовская Аравия) — саудовский чтец Корана.

## Биография
Родился 1 января 1970 года в Джидде, Саудовская Аравия. Имеет йеменское происхождение.
Обучение чтению Корана начал в 5 классе начальной школы, когда стал посещать летние курсы. Обучался чтению Корана под руководством Аймана Рушди Сувейда. Получил иджазу по чтению Хафса от Асыма.
Сделал две полных записи Корана. Первая запись была сделана в 1988 году, а вторая — в 2006 году. Проводил молитвы и читал проповеди во многих мечетях Саудовской Аравии. Был имамом Запретной мечети. В настоящее время является имамом мечети аль-Фуркан в Хай Аннасим (Джидда).
В 2013 году стал председателем жюри 14-го Международного конкурса чтецов Корана в Москве.
В марте 2020 года перенёс коронавирусную инфекцию.
Женат, имеет двух сыновей и дочь.